# Faith: A Holiday Album
Faith: A Holiday Album – złożony ze świątecznych piosenek album saksofonisty Kenny’ego G, wydany w 1999 roku. Uplasował się on na szczycie notowania Contemporary Jazz Albums, na pozycji #4 listy R&B/Hip-Hop Albums, a także na miejscu #5 Internet Albums oraz #6 Billboard 200.

## Lista utworów
1. „Let It Snow! Let It Snow! Let It Snow!” - 3:10
2. „The First Noel” - 3:09
3. „I'll Be Home For Christmas” - 3:32
4. „Sleigh Ride” - 3:48
5. „We Three Kings/Carol of the Bells” - 4:07
6. „O Christmas Tree” - 2:39
7. „Santa Claus Is Comin’ to Town” - 3:52
8. „Eternal Light (A Chanukah Song)” - 2:53
9. „Ave Maria” - 4:31
10. „Auld Lang Syne” - 4:56
11. „The Christmas Song” - 4:03
12. „Auld Lang Syne: The Millennium Mix” - 7:54
13. „Voice” - 7:53 (utwór bonusowy)

## Single
| Rok  | Tytuł            | Pozycje na listach    | Pozycje na listach                  | Pozycje na listach | Pozycje na listach | Pozycje na listach              | Pozycje na listach   | Pozycje na listach |
| Rok  | Tytuł            | US Adult Contemporary | US Hot R&B/Hip-Hop Singles & Tracks | US Hot 100         | US Adult Top 40    | US Hot Country Singles & Tracks | US Top 40 Mainstream | US Top 40 Tracks   |
| ---- | ---------------- | --------------------- | ----------------------------------- | ------------------ | ------------------ | ------------------------------- | -------------------- | ------------------ |
| 1999 | „Auld Lang Syne” | #3                    | #57                                 | #7                 | #15                | #49                             | #40                  | #30                |